# 元季海
元季海（？—？），字九泉，河南郡洛阳县（今河南省洛阳市东）人，追尊魏昭成帝拓跋什翼犍后裔，北魏平城镇将元淑之子，元魏宗室，北魏、西魏官员。

## 生平
元季海在兄弟中最有声誉，正光五年（524年）官至太尉参军事，后官至襄州刺史，转任洛州刺史，他的夫人李稚华是司空李冲的女儿，魏孝庄帝元子攸的姨母，获赐爵郡君。尔朱荣掌权后灾祸刚开始，李稚华劝元季海外任地方官以躲避嫌隙，等到魏孝庄帝被杀，元季海果然因为在外地而得以幸免于难。
永熙二年（533年），大都督贺拔岳前往北魏北部边境安排布置边防，灵州刺史曹泥亲自到贺拔岳军中请求派人取代自己的职务，贺拔岳任命元季海为灵州刺史，灵州百姓不听任命，击败元季海的部下，只服从元季海一个人。
元季海后跟随魏孝武帝元修入关，封冯翊王，大统三年（537年）冬十月，东魏在沙苑之战中失败，西魏派左仆射、冯翊王元季海为出任行台，开府独孤信为大都督，率领步骑两万人进攻东魏的洛州，东魏洛州刺史广阳王元湛弃城撤退，元季海和独孤信随之占据金墉城，东魏的颍州、豫州、襄州、广州、陈州相继归附西魏
。元季海和独孤信镇守洛阳时，洛阳已经荒废，没有什么人物，只有柳虯在阳城，裴诹之在颍川，独孤信把他们征召来，任命柳虯担任行台郎中，裴诹之担任都督府属，都掌管文书，当时的人说：“北府裴诹，南省柳虯。”元季海曾经说：“柳郎中判定的事情，我不必再看。”
东魏不久包围了洛阳，元季海与怡峰据守金墉城，宇文泰领援兵赶到后，双方展开河桥之战。西魏军队战败，司州牧元季海因为士兵人少而撤回关中。
元季海后官至尚书令，雍州刺史，升任司空，因病去世，谥号简穆。

## 家庭

### 父母
- 元淑，北魏平城镇将
- 吕乃贺浑，北魏给事、相州刺史、相国侯、赵郡吕金安第六女

### 兄弟姐妹
- 元颢，北魏持节、征虏将军、鄯州刺史
- 元华光，嫁北魏琅耶郡公司马裔，封彭城郡公主
- 元凝，北魏通直散骑常侍、赠徐州刺史[18]
- 元祐，北魏使持节、散骑常侍、都督荆州诸军事、镇南将军、荆州刺史
- 元诞，北魏伏波将军

### 夫人
- 李稚华，出自陇西李氏仆射房，北魏侍中、司空、尚书仆射、清渊侯李冲第六女

### 子女
- 元亨，长子，隋朝大将军、勋陇洛卫四州刺史、大御正、少司马、平凉公[18][1]
- 拓跋慎，第三子，北周持节、抚军将军、大都督、显亲恭子
- 元俭，隋朝仪同三司、甘州刺史、乌水公[18][1]
- 昌宁郡主[20]，长女，嫁隋朝司空公、燕国公于寔[18][1]
- 元媛柔，次女，出家[18][1]
- 元氏，三女，嫁隋朝太师、申国公李穆[18][1]